# Adam Bomb

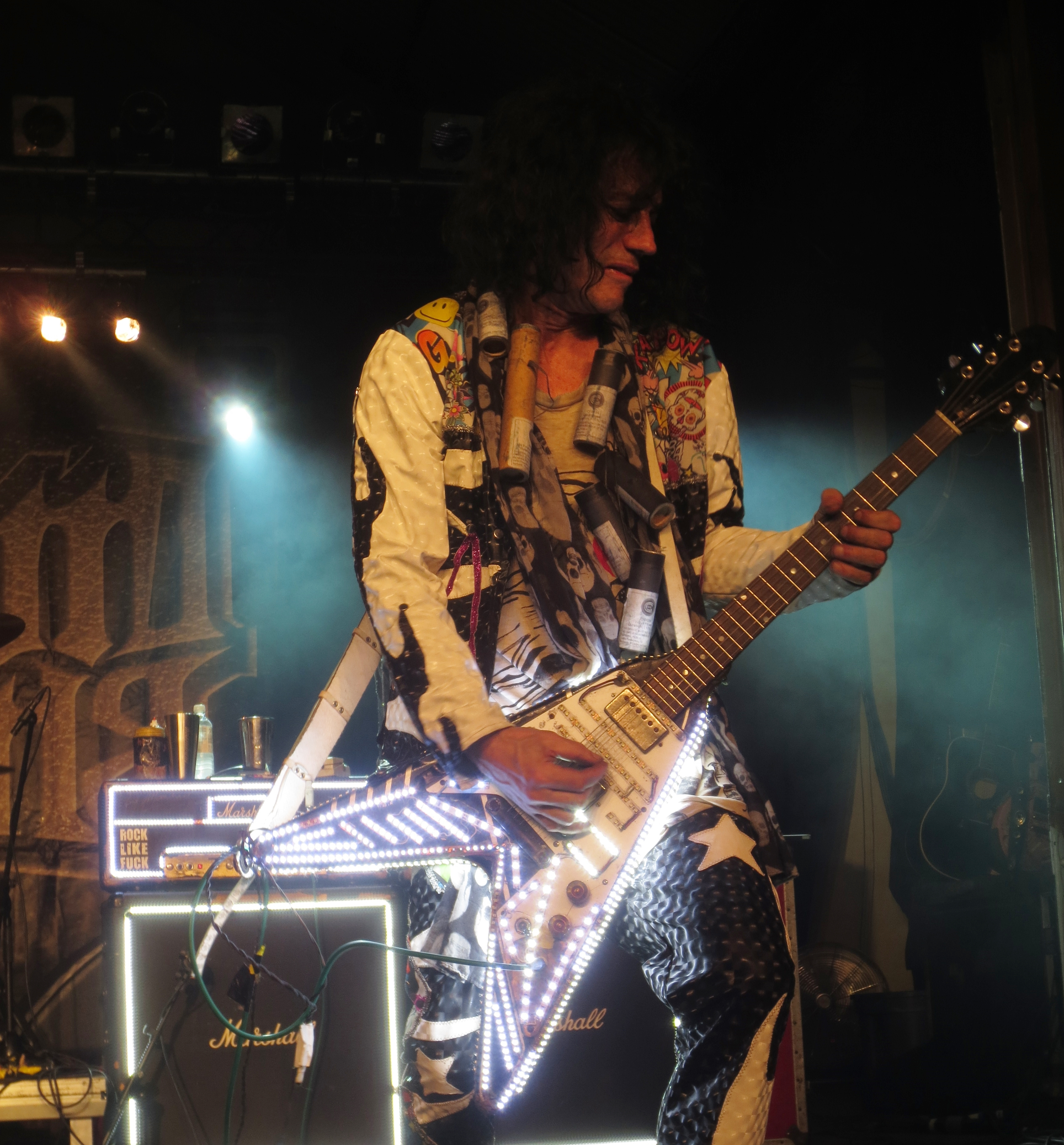
Adam Bomb, 2016

Adam Bomb (* 1963 als Adam Brenner) ist ein Gitarrist und Sänger aus Seattle (Washington, USA).

## Karriere
1979 gründete er zusammen mit Geoff Tate (dem späteren Gründer und Sänger von Queensrÿche) die Coverband Tyrant. Sie coverten Songs von Rush, UFO, Scorpions und Van Halen.
1980 schloss er sich der Band TKO an, die bereits überregional in den USA bekannt war. 1981 nahm man im Sea-West Studio von Rick Asher Keefer auf Hawaii das Album In Your Face auf.
1981 spielte Adam bei Kiss in Los Angeles vor. Die Band suchte einen Ersatz für Ace Frehley. Er spielte zusammen mit Gene Simmons, Paul Stanley und Eric Carr drei Songs. Er konnte durchaus überzeugen, wurde aufgrund seines jungen Alters dann aber doch nicht aufgenommen.
1982 verließ Adam TKO und zog nach Hollywood, L. A. um dort eine neue Band zu suchen. U. a. teilte er sich eine Wohnung mit dem Gitarristen Jeff Isbell, der sich selbst „Izzy“ nannte und später Mitgründer von Guns N’ Roses war. Nebenan wohnte die Rock-Band Black N' Blue. Bomb freundete sich mit deren Gitarristen Tommy Thayer an (mittlerweile Gitarrist bei Kiss), der ihm empfahl, ein Soloprojekt zu starten und es „Adam Bomb“ zu nennen.
1983 nahm er zusammen mit Produzent Rick Asher Keefer erste Demos für ein späteres Album auf. Im selben Jahr ersetzte Adam für zwei Konzerte Yngwie Malmsteen bei der Band Steeler, die später in Keel umbenannt werden sollte.
1984 unterzeichnete Adam einen Plattenvertrag bei Geffen Records. Sein Manager wurde David Krebs, der u. a. auch Aerosmith vertrat. Die Adam Bomb Band bestand aus dem Billy Idol Schlagzeuger Greg Gerson, dem Billy Idol/Riot Bassisten Phil Feit und dem Aerosmith Gitarristen Jimmy Crespo.
1985 erschien das erste Adam Bomb-Album „Fatal Attraction“, auf dem unter anderem AC/DC-Bassist Cliff Williams beim Song I Want MY Heavy Metal mitwirkte. Aufgrund  innerbetrieblicher Differenzen bei Geffen Records kam es nur zu einer unzureichenden Werbung für das Album. Eine Tour als Vorgruppe mit den Scorpions hatte sich zerschlagen und es gab nur eine kleine Tour mit Liveauftritten in Kalifornien (u. a. im ausverkauften Troubadour in Los Angeles und im Wolfgang's in San Francisco) und in New York. Es kam auch zu einem legendären und von der Plattenfirma völlig falsch gewählten Auftritt als Vorgruppe für die beiden Thrash-Metal-Bands Metallica und Armored Saint im ausverkauften Palladium in Los Angeles. Als Vertreter des Glam Rocks hatte die Band einen schweren Stand vor den Thrash-Metal-Anhängern und wurde gnadenlos ausgebuht. Die Los Angeles Times schrieb hierzu: „On a different night--or a different bill--perhaps Adam Bomb's opening set of hard rock would have carried some distinction. But Sunday the local band was simply outclassed by Armored Saint, and outcrassed by Metallica.“
In den kommenden Jahren spielte Bomb u. a. live mit Musikern wie Chuck Berry, Johnny Thunders und Steve Stevens und nahm in London ein neues Album auf. Als Backgroundsängerinnen wirkten Sue and Sunny mit, die bereits u. a. mit T.Rex, David Bowie oder Joe Cocker zusammen gearbeitet hatten. Zunächst sollte das Album Dangerous When Lit heißen.
1990 erschien es aber schließlich unter dem Namen Pure S.E.X. Die Bilder zu dem Cover und auch zu dem Cover der Singleauskopplung Pure S.E.X. stammen von einem Photoshooting mit Mick Rock.
Später wurden die Alben „New York Times“ (1991) und „Grave New World“ (1993) aufgenommen. Auf dem zuletzt genannten Album übernahm Bomb neben dem Gesangspart auch das Gitarrenspiel sowie den Keyboard-Einsatz. Weitere Musiker auf diesem Album waren: Barbara Paige (Gesang), Steve James (Bass, Akustikgitarre, Backing Vocal; bis dahin Bandmitglied von The Dogs D’Amour) sowie Danny „Up Time“ Steiner (Schlagzeug).
Am 10. April 2017 erschien das erste Buch von Adam „Bomb“ Brenner mit dem Titel 911 is Disconnected: So This is Rock and Roll.
Der Nachfolger Druggy Stardust & The Empress of Clubland: 911 is Disconnected – Volume 2 erschien weltweit am 1. November 2017.

## Diskographie
Alben:
- 1985: Fatal Attraction
- 1989: Pure S.E.X.
- 1993: Grave New World
- 1999: Get Animal
- 2000: Get Animal 2
- 2001: New York Times (Mausoleum Records)
- 2002: Third World Roar
- 2004: Acoustica
- 2004: Boneyard
- 2005: Rock Like Fuck
- 2005: Welcome To My Disaster – Live At Rock City (Limited Live Tour Edition)
- 2009: Crazy Motherfucker
- 2012: Rock On, Rock Hard, Rock Animal
- 2018: Internet Bootleg
- 2025: Livedream